# Clay Hebenton
 (janvier 2019).
Pour les articles homonymes, voir Hebenton.
Clay Hebenton (né le 20 février 1953 à Victoria dans la province de la Colombie-Britannique au Canada) est un joueur de hockey sur glace. Il évolue au poste de gardien de but. Il est le fils de Andrew Hebenton, un ancien joueur de hockey sur glace.

## Carrière
Il commence sa carrière dans l’équipe universitaire de Portland en 1972-1973. En 26 parties, il accorde en moyenne 2,99 buts à ses adversaires et réussit un blanchissage. Ses résultats lui valent d’être sélectionné en 99e position lors du 7e tour du repêchage amateur de la LNH en 1973 par l’équipe des Canucks de Vancouver.
Lors de la saison 1973-1974, il joue un match en Ligue centrale de hockey (LCH) pour l’équipe des Six-Guns d'Albuquerque.
En 1975, il signe un contrat avec l’équipe des Roadrunners de Phoenix évoluant dans l’Association mondiale de hockey (AMH). Il disputera deux matchs pour eux, sept matches dans leur club école, les Mavericks de Tucson en LCH et le reste de la saison aux Pays-Bas dans le club du C.P.L. Luik.
La saison 1976-1977, il s’impose comme titulaire devant les buts des Roadrunners. Mais, la faiblesse du contingent les font terminer à la dernière place de la conférence Ouest. 
Les Roadrunners se retirant de l’AMH, Clay signe un contrat avec les  Dusters de Broome, équipe évoluant en Ligue américaine de hockey (LAH). Mais après quatre matchs et quatre défaites, Clay est prié de quitter l’équipe. Il finit la saison au sein des Mariners de San Diego dans la Pacific hockey league.
La saison 1978-1979, il reste au sein de cette équipe, renommée Hawks de San Diego.
La saison 1979-1980, il la débute au sein de l’effectif des Clippers de Baltimore en Eastern Hockey League (EHL), avant de rejoindre les Apollos de Houston en LCH et de la finir au sein des Firebirds de Syracuse en LAH. Il prend sa retraite sportive au terme de cette saison.

## Statistiques
| Saison     | Équipe                 | Ligue      |                            | Saison régulière           | Saison régulière           | Saison régulière           | Saison régulière           | Saison régulière           | Saison régulière           | Saison régulière           |                            | Séries éliminatoires       | Séries éliminatoires       | Séries éliminatoires       | Séries éliminatoires | Séries éliminatoires | Séries éliminatoires | Séries éliminatoires |
| Saison     | Équipe                 | Ligue      | PJ                         | Min                        | BC                         | Moy                        | % Arr                      | Bl                         | Pun                        | PJ                         | Min                        | BC                         | Moy                        | % Arr                      | Bl                   | Pun                  |                      |                      |
| 1972-1973  | Université de Portland | WCJHL      | 26                         |                            |                            | 2.99                       |                            | 1                          |                            |                            |                            |                            |                            |                            |                      |                      |                      |                      |
| 1973-1974  | Six-Guns d'Albuquerque | LCH        | 1                          |                            |                            |                            |                            |                            |                            |                            |                            |                            |                            |                            |                      |                      |                      |                      |
| 1975-1976  | Mavericks de Tucson    | LCH        | 7                          | 379                        | 40                         | 6.33                       |                            | 0                          | 2                          |                            |                            |                            |                            |                            |                      |                      |                      |                      |
| 1975-1976  | Roadrunners de Phoenix | AMH        | 2                          | 80                         | 9                          | 6.75                       | 0.813                      | 0                          | 0                          |                            |                            |                            |                            |                            |                      |                      |                      |                      |
| 1975-1976  | C.P.L. Luik            | Eredivisie | Statistiques indisponibles | Statistiques indisponibles | Statistiques indisponibles | Statistiques indisponibles | Statistiques indisponibles | Statistiques indisponibles | Statistiques indisponibles | Statistiques indisponibles | Statistiques indisponibles | Statistiques indisponibles | Statistiques indisponibles | Statistiques indisponibles |                      |                      |                      |                      |
| 1976-1977  | Roadrunners de Phoenix | AMH        | 56                         | 3129                       | 220                        | 4.22                       | 0.875                      | 0                          | 0                          |                            |                            |                            |                            |                            |                      |                      |                      |                      |
| 1977-1978  | Dusters de Binghamton  | LAH        | 26                         |                            |                            | 2.99                       |                            | 1                          |                            |                            |                            |                            |                            |                            |                      |                      |                      |                      |
| 1977-1978  | Mariners de San Diego  | PHL        | 37                         |                            |                            |                            |                            |                            |                            |                            |                            |                            |                            |                            |                      |                      |                      |                      |
| 1978-1979  | Hawks de San Diego     | PHL        | 41                         |                            |                            |                            |                            |                            | 27                         |                            |                            |                            |                            |                            |                      |                      |                      |                      |
| 1979-1980  | Clippers de Baltimore  | EHL        | 15                         | 769                        | 35                         | 2.73                       |                            | 1                          | 16                         |                            |                            |                            |                            |                            |                      |                      |                      |                      |
| 1979-1980  | Apollos de Houston     | LCH        | 18                         | 1084                       | 76                         | 4.21                       | 0.858                      | 0                          | 2                          |                            |                            |                            |                            |                            |                      |                      |                      |                      |
| 1979-1980  | Firebirds de Syracuse  | LAH        | 3                          | 127                        | 12                         | 5.67                       | 0.824                      | 0                          | 2                          | 3                          |                            |                            |                            |                            |                      |                      |                      |                      |
| Totaux AMH | Totaux AMH             | Totaux AMH | 58                         | 3209                       | 229                        | 4.28                       | 0.873                      | 0                          | 2                          |                            |                            |                            |                            |                            |                      |                      |                      |                      |